# Foikhu Fondrako
Foikhu Fondrako is een bestuurslaag in het regentschap Nias Selatan van de provincie Noord-Sumatra, Indonesië. Foikhu Fondrako telt 669 inwoners (volkstelling 2010).